# Giovanni Domenico Santorini
Giovanni Domenico Santorini, italijanski anatom, * 6. junij 1681, † 7. maj 1737.
1. 1 2  Who Named It?
2. ↑  data.bnf.fr: platforma za odprte podatke — 2011.
3. ↑  Base biographique — BIU Santé.